# آرامگاه زید بن قاسم
آرامگاه زید بن قاسم مربوط به دوره قاجار است و در شهرستان تفرش، بخش فراهان، دهستان فرمهین، روستای زلف آباد واقع شده و این اثر در تاریخ ۲۶ اسفند ۱۳۸۷ با شمارهٔ ثبت ۲۶۱۰۰ به‌عنوان یکی از آثار ملی ایران به ثبت رسیده است.